# Калинівка (Олевська міська громада)
Кали́нівка (МФА: [kɐˈɫɪɲiu̯kɐ] ( прослухати); до 1960 року — Голиші, у 1960—2016 роках — Жовтневе) — село в Україні, в Олевській міській територіальній громаді Коростенського району Житомирської області. Населення становить 738 осіб (2001).

## Географія
Селом протікає річка Зольня з правою притокою Золенка.

## Історія
У 1906 році — село Голиші Кисорицької волості Овруцького повіту Волинської губернії. Відстань від повітового міста 150 верст, від волості 30. Дворів 94, мешканців 649.
Під час організованого радянською владою Голодомору 1932—1933 років померло щонайменше 3 жителі села.
У селі є будинок культури, бібліотека, сільська рада, загальноосвітня школа І-II — ступенів, що збудована 1949 року.
29 червня 1960 року, відповідно до рішення Житомирського облвиконкому № 683 «Про об'єднання деяких населених пунктів в районах області», до села приєднано Голишинський хутір.
12 травня 2016 року Жовтневе перейменоване на Калинівку[джерело?].
11 серпня 2016 року увійшло до складу новоутвореної Олевської міської територіальної громади Олевського району Житомирської області. Від 19 липня 2020 року, разом з громадою, в складі новоствореного Коростенського району Житомирської області.

## Населення
Згідно з переписом УРСР 1989 року чисельність наявного населення села становила 812 осіб, з яких 397 чоловіків та 415 жінок.
За переписом населення України 2001 року в селі мешкала 731 особа.

### Мова
Розподіл населення за рідною мовою за даними перепису 2001 року:
| Мова       | Відсоток |
| ---------- | -------- |
| українська | 99,19 %  |
| російська  | 0,27 %   |
| білоруська | 0,14 %   |
| молдовська | 0,14 %   |
| інші       | 0,26 %   |